# Metopa propinqua
Metopa propinqua är en kräftdjursart som beskrevs av Georg Ossian Sars 1892. Metopa propinqua ingår i släktet Metopa och familjen Stenothoidae. Arten är reproducerande i Sverige. Inga underarter finns listade i Catalogue of Life.